# Mazamni
Mazamni ist eine Landgemeinde im Departement Damagaram Takaya in Niger in Westafrika.

## Geographie
Mazamni liegt in der Sahelzone. Die Nachbargemeinden sind Damagaram Takaya im Norden, Osten und Westen sowie Gaffati, Guidimouni und Zermou im Süden.
Bei den Siedlungen im Gemeindegebiet handelt es sich 17 Dörfer, 36 Weiler und ein Lager. Der Hauptort der Landgemeinde ist das Dorf Mazamni. Es liegt auf einer Höhe von 440 m. Ein weiteres größeres Dorf im Gemeindegebiet ist Baouraye Boukari.
Zwei Kilometer südöstlich des Hauptorts erstreckt sich das etwa 800 Hektar große Atchi-Feuchtgebiet, das sich Mitte der 1980er Jahre herausgebildet hat. Es ist als Important Bird Area klassifiziert. Zu den hier beobachteten Vogelarten zählen Spießenten (Anas acuta) und Knäkenten (Anas querquedula). Das Feuchtgebiet ist dicht bewachsen. Es wird vor allem von Viehzüchtern und daneben zur Fischerei genutzt.

## Geschichte

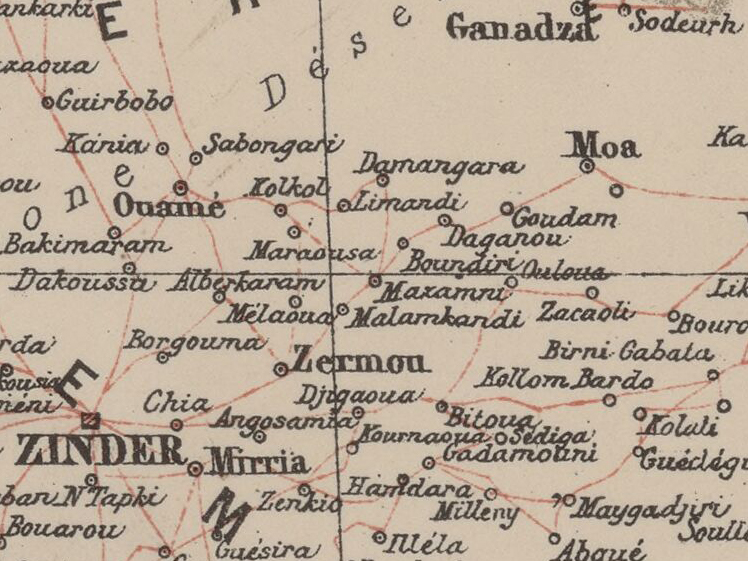
Ausschnitt einer Karte von 1903 mit Mazamni im Zentrum

Ende des 19. Jahrhunderts boten die Märkte von Mazamni und weiteren Dörfern in der Region dem in der Stadt Zinder ansässigen bedeutenden Händler Malan Yaroh jene Handwerksprodukte, Pelze, Tierhäute und Henna, die er für den Transsaharahandel benötigte. Die französische Kolonialverwaltung richtete Anfang des 20. Jahrhunderts einen Kanton in Mazamni ein. Der Markt im Ort war einer der kleinen Märkte in der Region, die damals von der französischen Verwaltung zugelassen wurden. Der Kanton Mazamni wurde 1932 aufgelöst und dem Kanton Goudimouni angeschlossen.
Im Jahr 2002 wurde im Zuge einer landesweiten Verwaltungsreform das Territorium des Kantons Guidimouni auf die neu geschaffenen Landgemeinden Goudimouni und Mazamni aufgeteilt. Seit 2011 gehören beide Landgemeinden nicht mehr zum Departement Mirriah, sondern zum neugegründeten Departement Damagaram Takaya.

## Bevölkerung
Bei der Volkszählung 2012 hatte die Landgemeinde 22.183 Einwohner, die in 3560 Haushalten lebten. Bei der Volkszählung 2001 betrug die Einwohnerzahl 9214 in 1761 Haushalten.
Im Hauptort lebten bei der Volkszählung 2012 3950 Einwohner in 675 Haushalten, bei der Volkszählung 2001 2800 in 556 Haushalten und bei der Volkszählung 1988 2288 in 491 Haushalten.
In ethnischer Hinsicht ist die Gemeinde ein Siedlungsgebiet von Damagarawa.

## Politik
Der Gemeinderat (conseil municipal) hat 11 gewählte Mitglieder. Mit den Kommunalwahlen 2020 sind die Sitze im Gemeinderat wie folgt verteilt: 5 PNDS-Tarayya, 2 PJP-Génération Doubara, 2 RDR-Tchanji, 1 ARD-Adaltchi Mutunchi und 1 CPR-Inganci.
Jeweils ein traditioneller Ortsvorsteher (chef traditionnel) steht an der Spitze von 16 Dörfern in der Gemeinde, darunter dem Hauptort.

## Wirtschaft und Infrastruktur
Die Gemeinde liegt in einer Zone, in der Agropastoralismus betrieben wird. Im Hauptort ist ein Gesundheitszentrum des Typs Centre de Santé Intégré (CSI) vorhanden. Es verfügt über ein eigenes Labor und eine Entbindungsstation. Der CEG Mazamni ist eine allgemein bildende Schule der Sekundarstufe des Typs Collège d’Enseignement Général (CEG). Beim Centre de Formation aux Métiers de Mazamni (CFM Mazamni) handelt es sich um ein Berufsausbildungszentrum.